# Frei.Wild
Frei.Wild ist eine italienische Deutschrock-Band aus der Gemeinde Brixen in Südtirol. Mit mehreren Gold- und Platin-Auszeichnungen in Deutschland, Österreich und in der Schweiz zählt die Gruppe zu den erfolgreichsten Vertretern des Genres. Sie veröffentlicht ihre Alben beim Label Rookies & Kings, das von ihrem Sänger Philipp Burger und dessen Manager Stefan Harder geleitet wird.
Von diversen Medien wird der Band eine Nähe zu politisch rechten Motiven vorgeworfen. Die Gruppe selbst distanziert sich von Extremismus, von flüchtlingsfeindlichen Positionen und von Fans, die diese vertreten.

## Name
Der Name der Band lehnt sich an das Wort Freiwild an, sei aber durch die Zusammensetzung der Adjektive frei und wild entstanden. Im Rechtsverkehr tritt die Gruppe als Gesellschaft bürgerlichen Rechts als Frei.Wild GbR Burger Forer Gargitter Notdurfter auf.

## Geschichte
Die Band wurde im September 2001 von Philipp Burger (Gesang, E-Gitarre) und Jonas Notdurfter (E-Gitarre) gegründet. Bald darauf stießen Schlagzeuger Christian Forer und Bassist Jochen Gargitter hinzu. Alle Bandmitglieder sind Fans der Böhsen Onkelz und anderer deutschsprachiger Rockbands wie Rammstein, Subway to Sally und In Extremo. Auch der Bandname ist beeinflusst durch diese Rockbands, wie Philipp Burger in einem Interview berichtete:

„Wir fanden die Adjektive ‚Frei‘ und eben auch ‚Wild‘ geil und auch passend für Onkelzsound! Es sind zwei Wörter, die typisch für jugendliche Einstellungen sind! Beide zusammen Frei.Wild eben! Es sollte halt ein deutscher Name sein, weil Frei.Wild ausschließlich deutsche Texte hat und auch immer haben wird!“

2002 erschien das erste Album Eines Tages. Im Jahr 2003 wurde das zweite Album Wo die Sonne wieder lacht auf dem belgischen Label Razorwire Records veröffentlicht. Das dritte Album Mensch oder Gott wurde für Anfang 2004 angekündigt, erschien aufgrund von Problemen beim Label jedoch erst am 30. Juli 2004. Im April 2005 wurde der Fanclub Frei.Wild Supporters Club, kurz FWSC. gegründet. 2006 wechselte Frei.Wild zum Magdeburger Label Asphalt Records, welches das Debütalbum wiederveröffentlichte. Im gleichen Jahr erschien auch Mitten ins Herz, ihr viertes Album. Es enthielt in der Erstauflage eine DVD mit drei Videos und einem Interview. Die späteren Pressungen wurden ohne DVD ausgeliefert. Im Jahr 2007 erschien die Live-DVD Von nah und fern, 2008 das Album Gegen alles, gegen nichts in einer Startauflage von 2000 Stück, die schon am ersten Tag vergriffen war.
2009 gründete die Band ihr eigenes Label Rookies & Kings. Am 23. Oktober 2009 erschien das Album Hart am Wind in drei CD-Versionen: als Standard-Version im Jewelcase mit 15 Songs, als Special Edition im Digipak mit 18 Songs, als eine auf 2000 Exemplare limitierte Fanbox, die neben der Special Edition-CD außerdem ein Merchandisepaket enthält, sowie als eine auf 1000 Stück limitierte Picture-Vinyl-Version. Zur Single Das Land der Vollidioten wurde ein Video veröffentlicht. Mit dem Album konnte die Band erstmals die deutschen Charts erreichen.

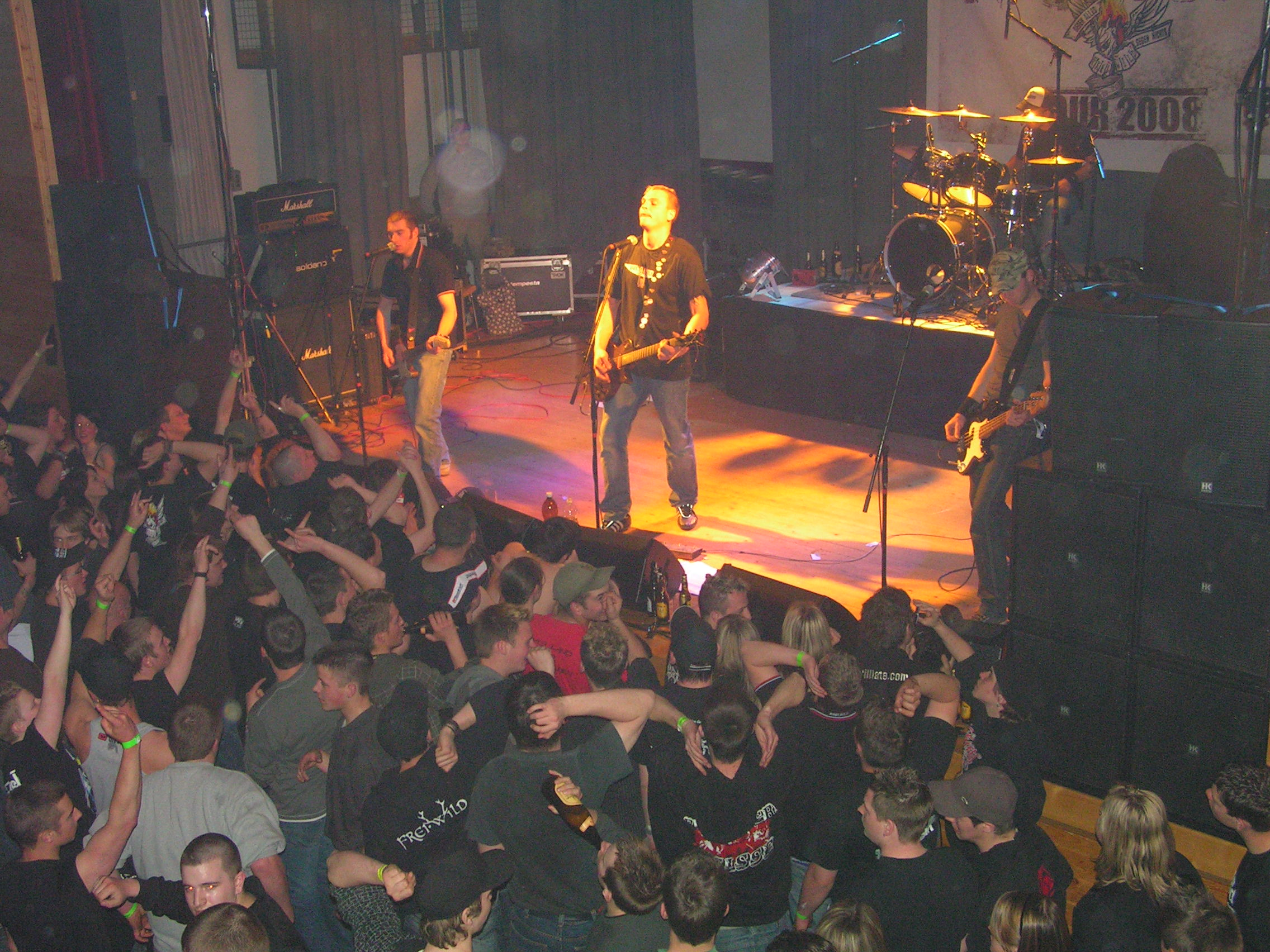
Frei.Wild (2008)

Am 1. Oktober 2010 erschien die Single Allein nach vorne, zu der es auch, wie beim Song Nicht dein Tag, ein Video gibt. Mit dem zugehörigen Album Gegengift, das am 15. Oktober 2010 erschien, wurde in Deutschland Platz 2 der Albumcharts erreicht. Dieser Erfolg brachte der Band ihre erste Nominierung für den von der Deutschen Phono-Akademie vergebenen Echo in der Kategorie Gruppe Rock/Alternative (national) ein. Am 20. Mai 2011 wurde die 10-Jahres-Edition des Albums Gegengift veröffentlicht. Sie beinhaltet neben den 19 Songs des Albums fünf neue Lieder und eine Neuaufnahme des Stücks Schlauer als der Rest. Auch dieses Album schaffte es in die Charts (Platz 4).
Mit dem Lied 1000 Meilen 1000 Worte unter dem Projektnamen Wilde Flamme unterstützte die Band das Südtiroler Kinderdorf, in dessen Räumlichkeiten sie 2001, zu Beginn ihrer Karriere, geprobt hatte. Die Gruppe spendete im Voraus einen Geldbetrag an die Wohltätigkeitsorganisation und veröffentlichte kurz darauf eine Single mit Gastmusikern wie Matthias Röhr (Böhse Onkelz), Alexx (Eisbrecher), Delroy Rennalls (Mr. President), Norbert Rier (Kastelruther Spatzen), Christian Dejaco (4Twenty), Pat (Fiddler’s Green) und Nord (Hämatom). Nachdem die Spendensumme gedeckt war, gingen die weiteren Erlöse direkt an das Kinderdorf. Eine weitere Spende in Höhe von 5.500 Euro übergab der Fanclub der Band 2012 der Initiative ProKids aus Villingen-Schwenningen.
Am 5. Oktober 2012 erschien das achte Studioalbum Feinde deiner Feinde, das wie der Vorgänger Platz 2 der deutschen Albumcharts erreichte und für mehr als 100.000 verkaufte Exemplare eine Goldene Schallplatte erhielt. Am 19. April 2013 wurde das Album Feinde deiner Feinde als Gold-Edition wiederveröffentlicht und stieg Anfang Mai 2013 als erstes Frei.Wild-Album an die Spitze der deutschen Charts. Die Verkaufszahlen beider Versionen werden zusammengezählt. Nachdem am 30. August 2013 das Album Gegen alles, gegen nichts wiederveröffentlicht wurde und Platz 4 der deutschen Charts erreichte, erschien am 22. November 2013 mit Still das erste Akustik-Album der Band. Dieses stieg auf Anhieb auf Platz 1 in die offiziellen deutschen Albumcharts ein.
Am 3. April 2015 wurde das zehnte Studioalbum der Band mit dem Namen Opposition veröffentlicht, das erneut die Spitze der deutschen Charts erreichte. Bei der Echoverleihung 2016 gewann Frei.Wild dafür den Echo in der Kategorie Rock/Alternative National.
Am 29. Juli 2016 erschien das elfte Studioalbum von Frei.Wild 15 Jahre Deutschrock & Skandale anlässlich des Jubiläums des 15-jährigen Bandbestehens. Es handelt sich hierbei laut der Band um kein offizielles Studioalbum, sondern um ein „Projekt-Album“ als Geschenk an die Fans für 15 Jahre Frei.Wild. Dieses war seit Gegengift das erste Studioalbum, das nur Platz 2 der deutschen Albumcharts erreichte. 20.000 CDs wurden anlässlich des Jubiläumskonzertes in der Berliner Wuhlheide verschenkt und wurden somit nicht bei der Ermittlung der Chartposition berücksichtigt. Am 14. August 2016 verkündete die Band das vorläufige Ende ihrer Auftritte ab Dezember 2016.
Am 9. Juli 2017 unterbrach die Band ihre Auszeit und veröffentlichte das Lied Macht euch endlich alle platt vor dem Hintergrund der Ausschreitungen im Hamburger Schanzenviertel im Rahmen des G20-Gipfels. Die Band stellt sich in diesem nach eigener Aussage gegen jede Form von Extremismus, egal ob von links, rechts oder religiös motiviert.
Frei.Wilds zwölftes Studioalbum Rivalen und Rebellen erschien am 16. März 2018, das wiederum Platz 1 der deutschen Charts erreichte.
Am 21. Juni 2019 veröffentlichten sie das Coveralbum Unsere Lieblingslieder, das neun Coverversionen von Künstlern (unter anderem Die Ärzte (Schrei nach Liebe), Die Toten Hosen, K.I.Z) enthält, die Frei.Wild in der Vergangenheit kritisierten.
Am 29. November 2019 erschien ihr zweites Akustik-Album Still II mit neuen Songs und bereits veröffentlichten Liedern, die mit Akustik-Arrangements neu aufgenommen wurden. Es erreichte als fünftes Album der Band die Spitze der offiziellen deutschen Charts.
Am 10. April 2020 veröffentlichte Frei.Wild anlässlich der anhaltenden Coronavirus-Pandemie und der Einschränkungen im öffentlichen Leben ihr fünfzehntes Studioalbum Corona Quarantäne Tape. Dieses wurde ihr sechstes Album an der Spitze der offiziellen deutschen Charts. Am 7. August 2020 veröffentlichten Mitglieder von Frei.Wild gemeinsam mit dem US-amerikanischen Motorradhersteller Orange County Choppers unter dem Kooperationsnamen Brüder4Brothers das Album Brotherhood. Mit dem Corona Tape II erschien am 2. Oktober 2020 Frei.Wilds sechzehntes Studioalbum und erreichte Platz 2 der deutschen Charts.
Am 10. Dezember 2021 wurde das siebzehnte Studioalbum 20 Jahre – Wir schaffen Deutsch.Land veröffentlicht, das die Spitze der deutschen Charts belegte.
In den Jahren 2023 bis 2025 trat Frei.Wild überwiegend beim Alpen Flair Festival sowie bei wenigen weiteren Festivals auf. Frontmann Philipp Burger thematisierte in diesem Zeitraum in seiner Autobiografie Freiheit mit Narben sowie auf seinen Soloalben Kontrollierte Anarchie und Grenzland seine Vergangenheit als rechter Skinhead und die Beweggründe für seine Abkehr von der rechten Szene. In Interviews, unter anderem mit der Frankfurter Allgemeinen Zeitung, der Kronen Zeitung, sowie im Rahmen von Auftritten bei den Buchmessen in Frankfurt 2023 und Leipzig 2024, auf seinen Solo-Tourneen Grenzland und Good Bad Girls + Good Bad Boys sowie in TV-Sendungen wie RTL Exklusiv, Sat.1 Frühstücksfernsehen und ZDF Hallo Deutschland, stellte er sich kritischen Fragen zur eigenen Vergangenheit und den anhaltenden Vorwürfen gegen die Band.
Im Frühjahr 2025 kündigte Frei.Wild gemeinsam mit dem neuen Partner Live Nation die Arena-Tour Immer unter Feuer an. Die Tour begleitet das gleichnamige Album und führt durch große Veranstaltungshallen im deutschsprachigen Raum. Es ist die erste Zusammenarbeit der Band mit Live Nation.

## Auftritte

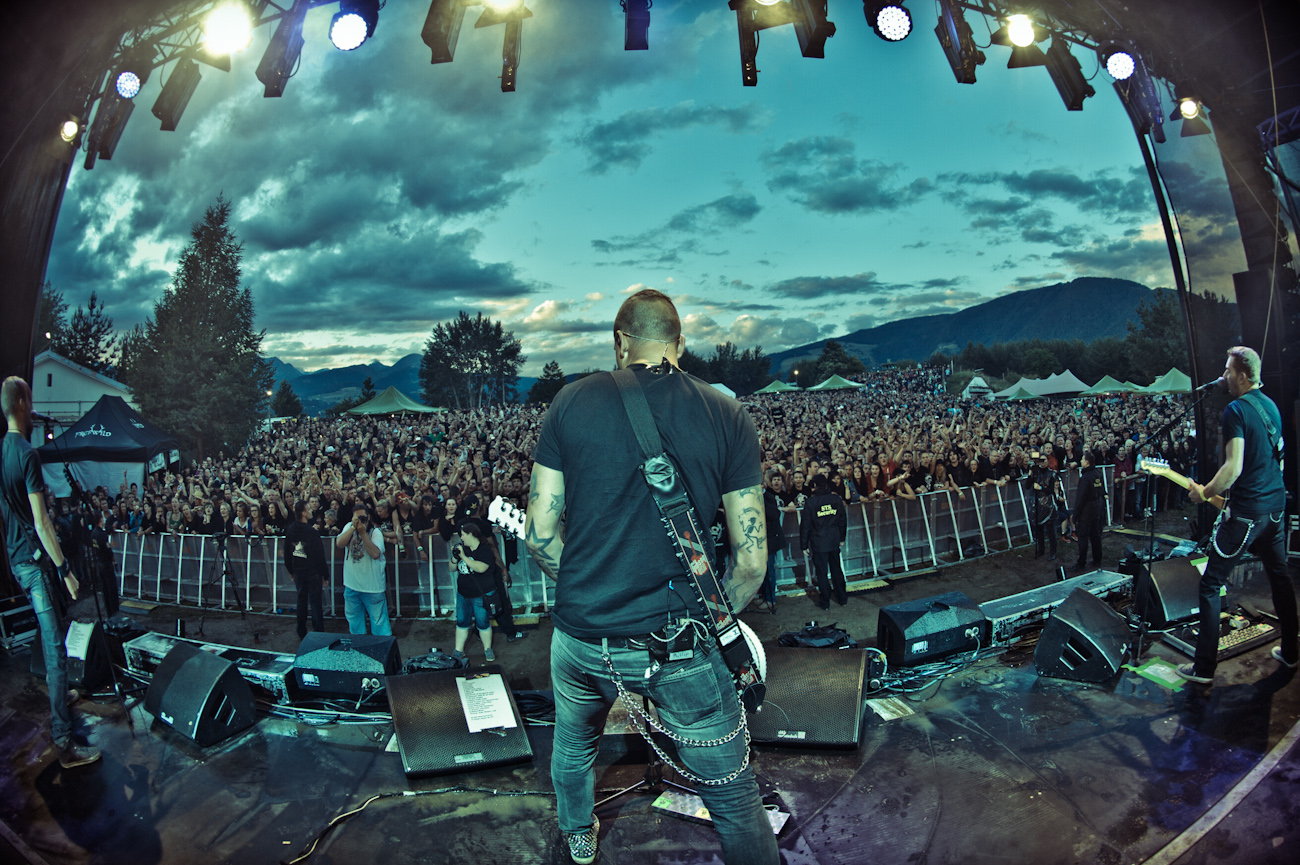
Frei.Wild auf dem Festival AlpenFlair 2012 in Natz-Schabs in Südtirol

Mitte Juni 2005 gaben Frei.Wild, die damals einen noch geringen Bekanntheitsgrad besaßen, während des zweitägigen Abschiedsfestivals Vaya Con Tioz der Böhsen Onkelz auf dem Zeltplatz des Lausitzrings ein kleines Konzert, das nicht zum offiziellen Rahmenprogramm des Onkelz-Festivals gehörte, sondern eigens organisiert war. Frei.Wild hatte auf dem Wacken Open Air 2009 eine Secret Show absolviert und bei den Wacken-Ablegern Wacken Rocks South und Wacken Rocks Seaside jeweils einen Auftritt. Passend zum Album Hart am Wind startete Frei.Wild 2009 eine gleichnamige Tour. Im Sommer 2010 folgten Auftritte auf verschiedenen Festivals wie dem With-Full-Force-, Wacken-Open-Air-, Summerbreeze-, Viva-los-Tioz- und dem Ehrlich-&-Laut-Festival. Frei.Wild spielte 2011 zum sechsten Mal auf dem Festival G.O.N.D. Vor dem WM-Achtelfinalspiel 2010 Deutschland gegen England spielte die Band auf dem FIFA Fan Fest vor dem Berliner Olympiastadion drei Songs vor ungefähr 500.000 Zuschauern. Von Oktober bis November 2011 erfolgte eine Tour durch Deutschland und Österreich.
Auch 2011 veranstalteten Frei.Wild im März eine Ladies Night in Berlin, ein Konzert ausschließlich für Frauen. Zu den Highlights der Festivalsaison 2011 gehörten die G.O.N.D., das Rock am Schlern in Kastelruth, was im Rahmen des Kastelruther-Spatzen-Open-Airs veranstaltet wurde, ein Auftritt auf dem Rockharz Open Air als Headliner und der Auftritt auf der Black Stage, einer der zwei Hauptbühnen des Wacken Open Air. Seit 2009 geht die Band zwischen Weihnachten und Silvester auf die X-Mas-Meetings-Tour. 2011 spielten bei dieser Tour unter anderem Gonzo, Warthy (von der Band Justice), Alexx von Eisbrecher und Doro Pesch in Stuttgart zusammen mit Frei.Wild ein Medley. Am 22. Juni 2012 trat Frei.Wild auf dem AlpenFlair in Natz bei Brixen auf. Voraus ging dem Auftritt ein von der Band erstmals veranstalteter Rad-Marathon, der die Teilnehmer ab dem 13. Juni in zehn Etappen von Halle (Saale) über Thüringen, Bayern, Innsbruck (Nordtirol) und den Brenner bis zum Veranstaltungsort in Südtirol führte. Das während des Marathons eingenommene Geld kam der Kinderkrebshilfe zugute.
Nach dem Erscheinen des Albums Feinde deiner Feinde ging die Band Anfang November 2012 sowie im April auf eine gleichnamige Tour durch Deutschland, Österreich und die Schweiz. Auftakt zur Tour war ein Auftritt in der ausverkauften Westfalenhalle in Dortmund. Nachdem Frei.Wild 2014 eine Pause einlegten und nur beim AlpenFlair im Juni auftrat, waren sie 2015 mit neuem Album wieder in verschiedenen Hallen in Deutschland, Österreich, der Schweiz und Südtirol auf Tour. Im Dezember 2015 spielte die Band zwei ausverkaufte Shows in der Mercedes-Benz Arena Berlin in Berlin und in der Lanxess Arena in Köln. Von März bis April 2016 tourte die Band auf der „Opposition Xtreme“-Tour wieder durch Deutschland, Österreich, Italien und die Schweiz, wobei im Gegensatz zum Vorjahr nicht die großen Hallen in Großstädten besucht wurden, sondern neue Regionen mit eher kleinen Hallen, in welchen die Band entweder noch nie oder schon sehr lange nicht mehr war. Für die Tour 2018 zu Rivalen und Rebellen in Deutschland, den Niederlanden, Österreich, der Schweiz und Italien hat Frei.Wild die Band Goitzsche Front aus Bitterfeld als Support verpflichtet.
Ende 2018 spielte Frei.Wild wiederum 4 X-Mas-Shows zwischen Weihnachten und Neujahr. Drei der vier Shows waren ausverkauft, insgesamt kamen 40.000 Menschen zu diesen Konzerten.
Am 5. Juli 2019 spielte die Band erstmal in einem Stadion: Unter dem Motto „Das Stadion trägt Geweih“ kamen rund 28.400 Besucher in die Frankfurter Commerzbank-Arena. Im Rahmen dieses Konzertes wurde Rivalen und Rebellen mit Platin für über 200.000 verkaufte Tonträger ausgezeichnet. Als Support lud Frei.Wild die ebenfalls aus Südtirol stammenden Bands Unantastbar und Stunde Null ein.
Im Zuge ihres 20-jährigen Bandjubiläums spielte die Band am 2. Juli 2022 ein ausverkauftes Konzert im Rudolf-Harbig-Stadion in Dresden. Darauf folgte dann im Mai und Juni 2023 eine Arena-Tour quer durch Deutschland. Als Support lud Frei.Wild Grenzenlos ein.

## Stil und Selbstverständnis
Der Stil von Frei.Wild ist dem Deutschrock zuzuordnen, und von verschiedenen Medien werden sie der Neuen Deutschen Härte zugeordnet. Bisher sind auf den Alben sowohl sehr rockige Stücke als auch sanfte Balladen vertreten.
Die Texte von Frei.Wild handeln zumeist von diversen Lebens- und Alltagserfahrungen. So geht es z. B. um Freundschaft, Geld, Liebe, Alkohol, Führerscheinentzug, Freiheit, den Umgang mit Rückschlägen und Niederlagen sowie um die Heimat. Die Band selbst legt großen Wert darauf, nicht als politisch gesinnte Musikgruppe angesehen zu werden. Dazu wurde schon mehrmals in Interviews oder Konzerten Stellung bezogen. Zudem distanziert sich Frei.Wild vom Rechts- und Linksextremismus. Deutlich wird diese Haltung auch in zahlreichen Liedtexten.
Bei der Rezeption sieht Philipp Burger vor allem ein deutsches Problem:

„Aber du musst einfach auch bedenken: Wir sind keine Deutschen! Wir sind Südtiroler. […] Dort hat keiner ein Problem mit unseren Texten, die verstehen, um was es uns geht. Wenn dort ein Feiertag ist, dann wird da die Tiroler Flagge vors Haus gehängt, und zwar überall. Die haben da auch lauter Vereine, die das hegen und pflegen und diese Verbundenheit zu Südtirol auch erhalten wollen. Wir sind in diesem Umfeld aufgewachsen und sprechen aus unserer Sicht als Südtiroler, nicht als Deutscher. Das verstehen einige anscheinend nicht. Da muss ich doch nicht andauernd Rücksicht darauf nehmen, dass man als Deutscher keinen Nationalstolz entwickeln oder zeigen darf, weil man sofort als Nazi beschimpft wird. Das darf man als Deutscher immer nur während der EM oder WM. Ich weiß, dass das viele Leute provoziert, aber das sind halt Sachen, die uns wichtig sind.“

Frei.Wild spielte neben eigenen Songs zu Beginn auch Cover der Böhsen Onkelz, Toten Hosen, Dimple Minds, WIZO und einigen weiteren Bands. Musikalisch lehnen sich die Musiker ebenfalls stark an diese Bands an. Philipp Burger komponierte sämtliche Musikstücke.

## Kontroversen und politische Einordnung

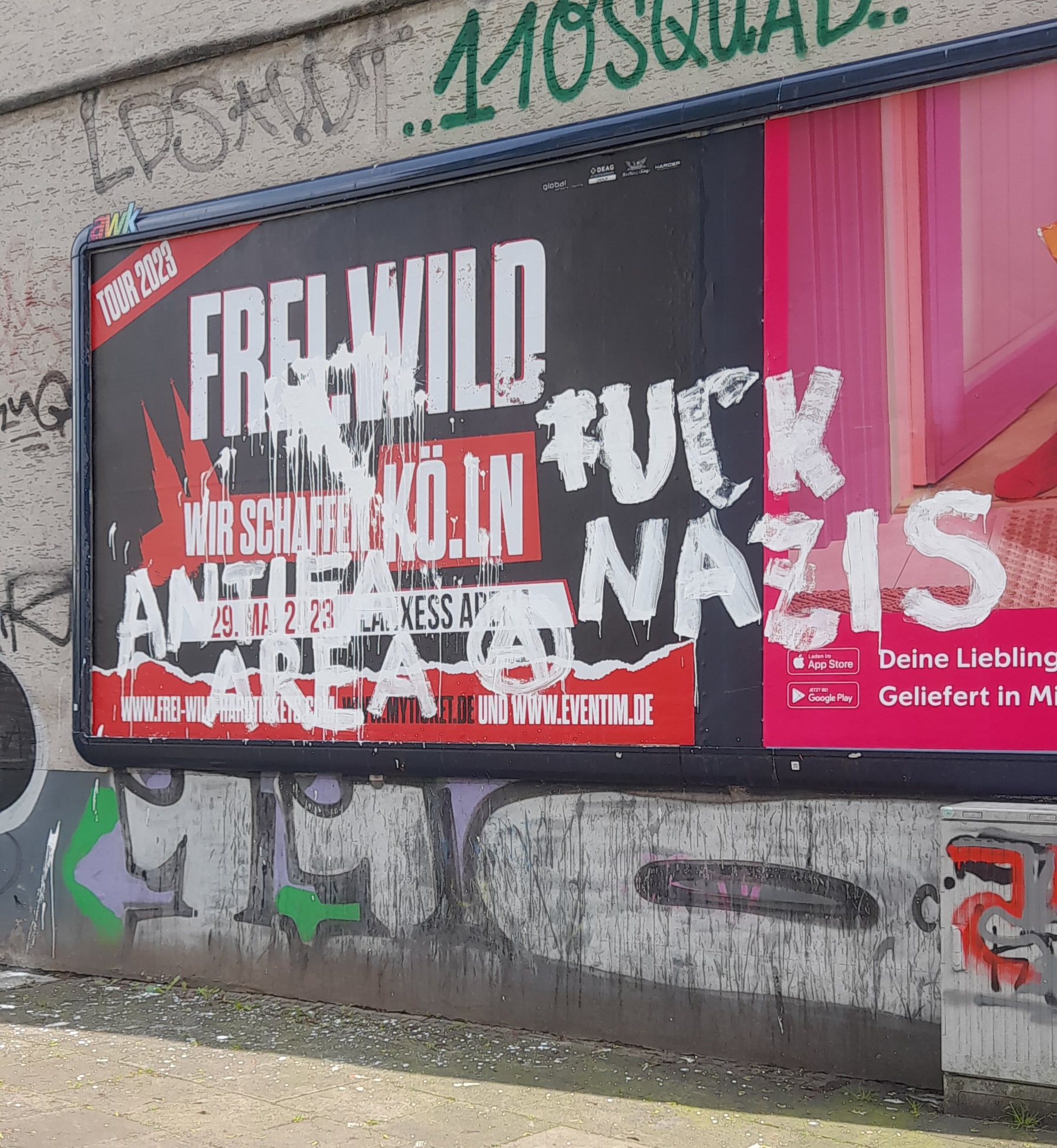
„Fuck Nazis“: Antifa-Graffito auf einem Konzertplakat (gesehen in Bonn 2023)

Nach der Ansicht von Kritikern wird in vielen Texten patriotisches und nationalistisches Gedankengut deutlich, insbesondere im Rahmen der propagierten engen Verbundenheit zu Südtirol.
Burger sang vorher bei der Rechtsrock-Band Kaiserjäger. In einem Anfang der 2000er Jahre erschienenen CD-Booklet zeigt er den Hitlergruß. Noch aus den letzten Tagen dieser Band stammt auch das Lied Südtirol, das eine nationalistisch und völkisch geprägte Botschaft enthält. Kaiserjäger löste sich 2001 nach einem Konzert auf, „das in einer Massenschlägerei zwischen Deutsch und Italienisch sprechenden Neonazis endete“. Darüber hinaus bekundet Sänger Philipp Burger regelmäßig seine Überzeugung, sich bewusst als Südtiroler und nicht als Italiener zu fühlen. So sagte er etwa im Dezember 2010 in einem Interview mit der Sächsischen Zeitung: „Wir haben nie Wert darauf gelegt, Italiener zu sein. Das hat uns die Geschichte eingebrockt. Und als deutschsprachige Südtiroler machen wir eben auch deutschsprachige Musik für deutschsprachige Fans.“
Im Jahre 2008 führte die Ankündigung der Band, auf einer Veranstaltung der Südtiroler Partei Die Freiheitlichen auftreten zu wollen, zu einer öffentlichen Diskussion. Der Sänger Philipp Burger war bis zum 2. Oktober 2008 Mitglied der Partei. Der Fanclub Frei.Wild Supporters Club kritisierte die Band auf Grund des geplanten Konzerts. Auf Druck des Managements zog sich die Band von der Veranstaltung zurück und distanzierte sich. Die Zusammenarbeit mit Asphalt Records wurde dennoch von Seiten des Labels eingestellt. In einem Interview mit dem Onlineportal Laut.de bezeichnete Burger später die Ziele und Wege der Freiheitlichen als „alles andere als toll“.
Als Protestaktion gegen das vermeintlich „deutschnationale Deutschrockmilieu“, in dem sich Frei.Wild bewegen würde, wandelte die Berliner Punk-Band Frei Schnauze 2011 das Bandlogo von Frei.Wild ab. Wild war auf einem von der Band vertriebenen T-Shirt durchgestrichen und das Wort Schnauze ergänzt. Zudem enthielt das T-Shirt den Slogan „Politcore statt Kommerzrock“. Die Frei.Wild GbR mahnte die Band ab, was zu Kritik an der Band in einer Reihe von Punk-Magazinen und anderen Medien führte.
Der Journalist Thomas Kuban ordnete im Februar 2012 Frei.Wild dem Begriff Identitätsrock zu, der in der Neonazi-Szene verbreitet sei. Nach Kubans Meinung sind neben dem Text des Liedes Südtirol auch andere Texte von Frei.Wild nationalistisch und völkisch geprägt. Das Album Feinde deiner Feinde ordnete Kuban im März 2013 sogar dem Rechtsrock zu. In den auf dieser CD enthaltenen Texten gebe es subtile Andeutungen, mit denen „auch Neonazi-Bands arbeiten“ würden. Im Lied Gutmenschen und Moralapostel würden Frei.Wild auf das antisemitische Stereotyp von angeblich reichen Juden anspielen. Zudem hebt Kuban die Textstelle „Geschichte, die noch Kohle bringt“ hervor. Im Kontext des Liedes wird diese Stelle jedoch scheinheiligen Journalisten und Priestern und anderen Autoritäten der öffentlichen Meinung zugeschrieben. Im Lied mit der Textpassage „Heut gibt es den Stempel, keinen Stern mehr“, die sich im faschismus-kritischen Lied Wir reiten in den Untergang auf das politische Abstempeln der Band bezieht, verharmlost Frei.Wild laut Kuban die Judenverfolgung.
Dem Mitarbeiter im Antifaschistischen Pressearchiv und Bildungszentrum Berlin (Apabiz) Christoph Schulze zufolge vertritt die Band „ultranationalistische“ politische Inhalte, da sie einen Zusammenhang zwischen menschlicher Abstammung und dem Heimatboden behaupte. Als Beispiel wird das Lied Wahre Werte angeführt, in dem der Untergang des Volkes prophezeit werde. Migranten seien in dieser Definition von Volk freilich nicht einbezogen. Das Lied, in dem die Band sich deutlich von Faschismus und Nationalsozialismus distanziert („Wir hassen Faschisten und Nationalsozialisten“), thematisiert den Erhalt von nationalem Brauchtum und Heimatliebe.
Der Geschäftsleiter des Brandenburgischen Instituts für Gemeinwesenberatung, Dirk Wilking, beurteilt die Band als rechtsextrem, da sie „Nazi-Ideologien“ verbreite. Als Beispiel dafür nannte er das Lied Südtirol: „Im Lied «Südtirol» etwa wird eindeutig Italien angegriffen: Südtirol soll nicht mehr zu Italien gehören, vielmehr wollen sie etwas Grossdeutsches. Es ist ein klassisches Modell der rechtsextremen Szene, dass die Staatengeografie Europas in Frage gestellt wird.“
Die Band selbst bestreitet diese Vorwürfe und gibt an, keine bestimmte politische Richtung zu vertreten. Allerdings genießt Frei.Wild nach Ansicht der Zeit und von Internetportalen wie den Ruhrbaronen in der rechtsextremen Szene große Beliebtheit, was beispielsweise durch entsprechende Kommentare in einschlägigen Foren oder im Rahmen einer Web-TV-Sendung des NPD-Funktionärs Patrick Schröder deutlich werde. Im Rahmen von Konzerten der Band fielen zudem hin und wieder Fans mit rechtsextremen Handlungen auf. Der Journalist Markus Wilhelm veröffentlichte hierzu Dokumente auf seiner Website.
Zur Kritik an der Band führten Textzeilen wie „Südtirol, du bist mein Heimatland, das Herzstück dieser Welt“ (aus dem Lied Südtirol) oder „Sprache, Brauchtum und Glaube sind Werte der Heimat, Ohne sie gehen wir unter, stirbt unser kleines Volk“ (aus dem Lied Wahre Werte). Andere Textstellen wie „Südtirol, deinen Brüdern entrissen, schreit es hinaus, lasst es alle wissen. Südtirol, du bist noch nicht verloren. In der Hölle sollen deine Feinde schmoren“ (ebenfalls aus dem Lied Südtirol) werden ebenfalls als offen nationalistisch bezeichnet. Ein anderes Zitat aus dem Lied Nennt es Zufall, nennt es Plan propagiert nach Ansicht von Kritikern der Band eine „reine Schlägermentalität“, die „auch bei gewaltbereiten Neonazis auf Gegenliebe“ stoße, aber tatsächlich auch in der unpolitischen Hooliganszene verbreitet ist: „Wir haben’s getan, Wir haben’s gemacht, Wir haben Leute verdroschen, Über die Folgen nicht nachgedacht, Wir haben die Straßen der Stadt für uns in Anspruch genommen, Keine Gefangenen gemacht, Wir haben gesoffen und geboxt, Standen oft vorm Richter, Keine Reue, haben darüber gelacht“.
Vor allem durch die Echo-Kontroverse wurden auch Fernseh- und Radiosendungen auf die zunehmend erfolgreiche Band aufmerksam, die in ihrer Berichterstattung auf die Vorwürfe eingehen. Auf verschiedenen Konzerten ließ die Band das Publikum „Nazis raus“ skandieren und gibt an, keine „Nazis“ in die Konzerte einzulassen. Allerdings kritisierte Jörn Menge von Laut gegen Nazis, dass „Frei.Wild […] sich bisher immer nur so weit distanziert [hätten], wie es nötig war“. Auch die Fernsehsendung Aspekte warf der Band vor, sich nicht ausreichend zu distanzieren. Gegner wie der Journalist Andreas Speit oder die Band Jupiter Jones werfen der Band vor, klassische Rechtsrock-Themen zu besetzen und so für den Mainstream tauglich zu machen. Der Journalist Thomas Kuban bezeichnete Sänger Philipp Burger aufgrund dessen als „erste[n] Rechtsrockstar im klassischen Sinne“, „denn sein Wirken [sei] auf keine Szene beschränkt, er [erreiche] auch das bürgerliche Spektrum, ohne dass sich bislang politischer oder zivilgesellschaftlicher Widerstand regen würde. Frei.Wild [verkaufe und etabliere] Nationalismus und Anti-Antifaschismus als hippe Protestkultur“.
Die Rockband Jennifer Rostock kündigte im Januar 2013 an, dass Besucher mit T-Shirts von Frei.Wild auf ihren Konzerten nicht mehr erwünscht seien, da diese mit ihren Texten eine „große Identifikationsfläche für nationalistisches Gedankengut“ böten. Frei.Wild-Sänger Philipp Burger bezeichnete in einem Interview mit der Südtiroler Tageszeitung das T-Shirt-Verbot dagegen als einen „billig geplanten PR-Gag.“
Ebenfalls 2013 geriet die erneute Nominierung von Frei.Wild für den Musikpreis Echo in der Kategorie Rock/Alternative National zum Politikum. Nach Protesten und Boykottandrohungen von den politisch links orientierten Bands MIA., Kraftklub und Die Ärzte zogen die Verantwortlichen der Deutschen Phono-Akademie die Nominierung mit der Begründung zurück, dass der „Echo-Preis“ kein geeigneter Schauplatz für eine öffentliche politische Debatte sei. Gegen die Behauptungen der Bands protestierten Frei.Wild-Fans über das soziale Netzwerk Facebook.
Einen geplanten Auftritt auf dem Festival With Full Force im Juni 2013 sagte die Band wenige Tage nach der Ankündigung wieder ab. Grund dafür waren Proteste in sozialen Netzwerken wie Facebook und ein Meinungsbeitrag im Musikmagazin Visions, der sich gegen die Teilnahme von Frei.Wild wandte. Zudem zogen unter anderem Visions, Jägermeister und das TätowierMagazin ihre Unterstützung für das Festival aufgrund des geplanten Auftritts der Band zurück. Das Online-Magazin Laut.de bezeichnete den Druck, der in diesem Zusammenhang auf den Veranstalter des Festivals ausgeübt wurde, als „beispiellos“.
Die Veranstalter des Festivals Ehrlich und Laut sahen sich im Vorfeld bei den Planungen für 2013 den gleichen Anfeindungen und Problemen wie die Veranstalter des With Full Force ausgesetzt. In einem ausführlichen Statement nahmen sie zu den Geschehnissen im Vorfeld des Festivals 2013 Stellung. In der Begründung für die Entscheidung, Frei.Wild trotz der zu erwartenden Schwierigkeiten mit Sponsoren und anderen geplanten Bands 2013 zum sechsten Male auf dem Festival auftreten zu lassen, hieß es unter anderem, dass man nicht „nur jegliche Form rechten Gedankengutes sowie linken und rechten Extremismus“ ablehne, sondern auch „ungerechtfertigte Einschränkungen der Meinungs- und Redefreiheit, falsche Verurteilungen, Vorurteile, jegliche Art von Hetzkampagnen und digitalem Mobbing (Shitstorm & Co)“.
Im Januar 2014 wurde ein „Vandalenakt“ auf den Bandshop in Brixen verübt. Dabei wurde die Fassade des Geschäfts „mit linksextremen […] Parolen sowie kommunistischen Symbolen“ besprüht.
Der Einladung zur Echo-Verleihung von 2014 erteilte die Band trotz ihrer erneuten Nominierung eine Absage. Frei.Wild forderte von der Echo-Akademie eine Entschuldigung für die Ausladung von 2013. Diese erhielt die Band jedoch nicht.
2015 wurde Frei.Wild vorgeworfen, ein Gitarrenriff der Neonazi-Band Stahlgewitter übernommen zu haben. Diese Plagiatsklage wurde vom Landgericht Hamburg abgewiesen.
Auf dem im Jahr 2015 erschienenen Album Opposition befindet sich das Lied Akzeptierter Faschist, in dem sich die Band als Antwort auf die Aussagen der Medien erneut von Faschisten und Rechtsextremen distanziert.
Der Mitbegründer des Berliner Archivs der Jugendkulturen Klaus Farin schätzte 2015 die Mitglieder der Band als „konservative Antifaschisten“ ein. Im Interview mit dem Bayerischen Rundfunk sagte Farin: „Eigentlich gibt es keinen objektiven Grund, Frei.Wild als Rechtsrock-Band zu bezeichnen. Das ist eine absolute Verharmlosung der neonazistischen Musikszene.“ Der Blog Störungsmelder von Zeit Online warf Farin daraufhin vor, einer „Band, die Rechtsterrorismus verherrlicht“, eine „Generalabsolution“ zu erteilen.
Im Jahr 2017 gelangte die Musiksoziologin Friederike Haupt zur Einschätzung, dass die Musik von Frei.Wild ein Südtiroler Opferimage und „Blut und Boden“-Motive bediene. Dabei würden „altväterliche, ungelöste Patriotismus-Fragen … ausgenützt, um sich selbst zu heroisieren.“
In einer Reportage des Spiegel von Mai 2018 schreibt Autor Maik Großekathöfer über Frei.Wild, sie seien „keine Naziband, nicht rechtsextrem“, aber mit Sicherheit Rechtspopulisten, sie würden „das Spiel mit dem Feuer“ beherrschen. Die Band klinge „wie der Soundtrack zum Parteiprogramm der AfD“. Sänger Philipp Burger sagt in demselben Artikel, er nehme die Sorgen der einfachen Bürger wahr.
In einem Interview mit shz.de im Februar 2019 äußert Sänger Philipp Burger Sympathien für den Befreiungsausschuss Südtirol, der für zum Teil tödliche Terroranschläge verantwortlich war.
Durch am 9. Februar 2023 veröffentlichte Recherchen des Spiegel wurde bekannt, dass durch Mithilfe eines Managers der Band Frei.Wild der aus früheren rechtsradikalen Mitgliedern bestehenden Band Weimar zu einem Plattendeal mit der Universal Music Group verholfen wurde. Es wurden darüber hinaus weitere Verbindungen von Frei.Wild zu den rechtsradikalen Mitgliedern Weimars bekannt.
Die im Dezember 2023 veröffentlichte Single Nie wieder positioniert sich gegen die antisemitischen Ausschreitungen während des Krieges in Israel und Gaza 2023.
2023 veröffentlichte Philipp Burger seine Autobiografie. Darin reflektiert er seine Zeit in der rechten Skinhead-Szene, die er als „beschissenste“ seines Lebens beschreibt, und distanziert sich von extremistischem Gedankengut. Aufgrund seiner eigenen Erfahrungen in der Jugend engagiert sich Burger heute gemeinsam mit Frei.Wild aktiv in der Extremismusprävention, gegen gesellschaftliche Ausgrenzung und für eine „Diskussions- und Fehlerverzeihkultur“. Dieses Engagement spiegelt sich sowohl in öffentlichen Statements der Band als auch in ausgewählten Projekten und Songtexten wider.

## Indizierungsverfahren
Im November 2013 hat die Thüringer Ministerin für Soziales, Familie und Gesundheit, Heike Taubert (SPD), nach Anregung durch den Journalisten Thomas Kuban bei der Bundesprüfstelle für jugendgefährdende Medien eine Überprüfung der Veröffentlichungen von Frei.Wild veranlasst. Die Überprüfung der BPjM bezog sich ausschließlich auf das Lied Rache muss sein vom im Jahr 2002 veröffentlichten Debütalbum Eines Tages. Der Antrag wurde von der BPjM aus formalen Gründen abgelehnt, da die vom thüringischen Sozialministerium im Antrag genannten Websites bzw. URLs nicht mehr abrufbar seien. Vom umstrittenen Song Rache muss sein distanzierte sich Philipp Burger zwischenzeitlich. Im Januar 2014 wurde der Song Rache muss sein ein zweites Mal vom Thüringischen Sozialministerium beanstandet. In dem zweiten Indizierungsantrag wurde die CD Eines Tages beigelegt. Nach einer neuerlichen Prüfung am 6. Februar 2014 entschied die Bundesprüfstelle für jugendgefährdende Medien zugunsten von Frei.Wild und lehnte eine Indizierung ab.
Als Begründung wurde angegeben, dass der künstlerische Kontext im Album Eines Tages ansonsten gewaltfrei und zum Teil explizit gewaltablehnend sei.

## Medienarbeit
Im Januar 2013 startete die Band im Internet ein eigenes Medienprojekt mit einer Website zum Thema „Berichterstattung über Frei.Wild in den Medien“ unter der Domain die-macht-der-medien.de, die eine Anlaufstelle für alle Informationssuchenden zum Thema Frei.Wild sein sollte. Dort sollten auf der einen Seite alle über die Band verfügbaren Veröffentlichungen gesammelt, von der Band kommentiert und so weit wie rechtlich möglich archiviert werden. Zusätzlich wollte Frei.Wild dort alle aus ihrer Sicht relevanten Fakten, Meinungen und Daten über Frei.Wild online bereitstellen. Einen großen Teil des Inhaltes nahmen gesammelte Interviewfragen und die dazugehörigen Antworten der Band ein.
Ein Grund für den Start dieses Medienprojektes ist die Auffassung der Band, dass die meisten Medien bzw. Medienvertreter bei der Recherche über Frei.Wild bevorzugt die Berichterstattung Dritter als Quelle benutzen, anstatt sich auf die Ergebnisse eigener Recherchen zu verlassen. Die Seite wurde inzwischen wieder aus dem Netz genommen.
Nach Ansicht des Webportals Endstation Rechts bedient dagegen die Website Macht-der-Medien „mit der ‚Mär der (System)Presse‘ ein weiteres rechtsextremes Klischee“. Damit sähen „rechtsoffene Fans, die man auf den Konzerten doch gar nicht haben möchte […] ihr Weltbild bestätigt“. Das Portal Endstation Rechts bezeichnet die Kommentierungen als „Negativliste“, da dort neben „Artikeln des ‚Störungsmelder‘, der taz oder des WDR auch einige Beiträge von Endstation Rechts. gelandet“ seien.
In einem Interview des NDR für die Sendung ZAPP äußerte sich der freie Musikjournalist Daniel Köhler unter anderem zu der Frage, wie sich traditionelle Medien auf Webseiten wie macht-der-medien.de in Zukunft einstellen müssten: „[…] die [Frei.Wild] müssen nicht objektiv sein! Die müssen nicht sachlich sein! Die vertreten da ihre Sache und es ist ihr gutes Recht in der Meinungsfreiheit auch zu sagen, wenn sie mit Medienberichten nicht einverstanden sind.“ Köhler bezeichnet weiterhin die Website als interessengesteuertes Tool der Band.
Für ihr Live-Album Mit Liebe, Stolz und Leidenschaft engagierte die Band Micaela Schäfer. Um für die DVD und CD der Band zu werben, war sie nackt auf Werbeplakaten zu sehen. Den plakatierenden Unternehmen waren die Bilder zu sexistisch und provokativ, so dass diverse Stellen mit großen Balken überklebt werden mussten.

## Diskografie
Studioalben

| Jahr | Titel                                    | Höchstplatzierung, Gesamtwochen, AuszeichnungChartplatzierungen (Jahr, Titel, Platzierungen, Wochen, Auszeichnungen, Anmerkungen) | Höchstplatzierung, Gesamtwochen, AuszeichnungChartplatzierungen (Jahr, Titel, Platzierungen, Wochen, Auszeichnungen, Anmerkungen) | Höchstplatzierung, Gesamtwochen, AuszeichnungChartplatzierungen (Jahr, Titel, Platzierungen, Wochen, Auszeichnungen, Anmerkungen) | Anmerkungen |
| Jahr | Titel                                    | DE | AT | CH | Anmerkungen |
| ---- | ---------------------------------------- | --- | --- | --- | --- |
| 2002 | Eines Tages                              | DE51 a (1 Wo.)DE | — | — | Erstveröffentlichung: 2002 – Erstauflage: 1.000 Stück Wiederveröffentlichungen: 2006, 2009, 2022                                    |
| 2003 | Wo die Sonne wieder lacht                | DE50 b (1 Wo.)DE | — | — | Erstveröffentlichung: 2003 Wiederveröffentlichungen: 2010, 2022                                                                     |
| 2004 | Mensch oder Gott                         | DE19 c (1 Wo.)DE | — | — | Erstveröffentlichung: 30. Juli 2004 – Erstauflage: 1.000 Stück Wiederveröffentlichungen: 2010, 2022                                 |
| 2006 | Mitten ins Herz                          | DE39 d (1 Wo.)DE | — | — | Erstveröffentlichung: 15. März 2006 – Erstauflage: 2.500 Stück Wiederveröffentlichungen: 2009, 2022 Verkäufe: 6.000 (bis Ende 2007) |
| 2008 | Gegen alles, gegen nichts                | DE4 e (4 Wo.)DE | AT7 e (4 Wo.)AT | CH68 e (1 Wo.)CH | Erstveröffentlichung: 30. März 2008 – Erstauflage: 2.250 Stück Wiederveröffentlichungen: 2009, 2013, 2022                           |
| 2009 | Hart am Wind                             | DE15 Gold · (8 Wo.)DE | — | — | Erstveröffentlichung: 23. Oktober 2009 Wiederveröffentlichung: 4. Juni 2010 als Festival-Edition Verkäufe: + 100.000                |
| 2010 | Gegengift                                | DE2 Platin · (29 Wo.)DE | AT15 Gold · (6 Wo.)AT | CH66 (1 Wo.)CH | Erstveröffentlichung: 15. Oktober 2010 Wiederveröffentlichung: 20. Mai 2011 als 10 Jahre Jubiläumsedition Verkäufe: + 207.500       |
| 2012 | Feinde deiner Feinde                     | DE1 Platin · (40 Wo.)DE | AT2 Gold · (13 Wo.)AT | CH12 (8 Wo.)CH | Erstveröffentlichung: 5. Oktober 2012 Wiederveröffentlichung: 19. April 2013 als Gold-Edition Verkäufe: + 207.500                   |
| 2013 | Still                                    | DE1 Gold · (20 Wo.)DE | AT4 Gold · (10 Wo.)AT | CH17 (4 Wo.)CH | Erstveröffentlichung: 22. November 2013 Akustik-Album Verkäufe: + 107.500                                                           |
| 2015 | Opposition                               | DE1 Platin · (70 Wo.)DE | AT1 Gold · (21 Wo.)AT | CH2 (12 Wo.)CH | Erstveröffentlichung: 3. April 2015 Wiederveröffentlichung: 4. Dezember 2015 als Xtreme-Edition Verkäufe: + 207.500                 |
| 2016 | 15 Jahre Deutschrock & Skandale          | DE2 Gold · (10 Wo.)DE | AT3 (7 Wo.)AT | CH2 (8 Wo.)CH | Erstveröffentlichung: 29. Juli 2016 Verkäufe: + 100.000                                                                             |
| 2018 | Rivalen und Rebellen                     | DE1 Platin · (52 Wo.)DE | AT1 (23 Wo.)AT | CH3 (21 Wo.)CH | Erstveröffentlichung: 16. März 2018 Verkäufe: + 200.000                                                                             |
| 2019 | Unsere Lieblingslieder                   | DE8 (3 Wo.)DE | AT19 (1 Wo.)AT | CH42 (1 Wo.)CH | Erstveröffentlichung: 21. Juni 2019 Coveralbum physisch auf 5000 Exemplare limitiert                                                |
| 2019 | Still II                                 | DE1 (16 Wo.)DE | AT7 (3 Wo.)AT | CH6 (2 Wo.)CH | Erstveröffentlichung: 29. November 2019 Akustik-Album                                                                               |
| 2020 | Corona Quarantäne Tape – Alles wird gut! | DE1 (12 Wo.)DE | AT3 (1 Wo.)AT | CH8 (2 Wo.)CH | Erstveröffentlichung: 10. April 2020                                                                                                |
| 2020 | Corona Tape II – Attacke ins Glück       | DE2 (5 Wo.)DE | AT7 (1 Wo.)AT | CH22 (2 Wo.)CH | Erstveröffentlichung: 2. Oktober 2020                                                                                               |
| 2021 | 20 Jahre – Wir schaffen Deutsch.Land     | DE1 (12 Wo.)DE | AT15 (1 Wo.)AT | CH16 (2 Wo.)CH | Erstveröffentlichung: 10. Dezember 2021                                                                                             |

## Auszeichnungen
- ECHO Pop 2016: Gruppe Rock/Alternative National für das Album Opposition